# L'enquête est close
Pour plus de détails, voir Fiche technique et Distribution.
L'enquête est close (Circle of Danger) est un film britannique réalisé par Jacques Tourneur et sorti en 1951.

## Synopsis
Dans l'immédiate après-guerre, l'américain Clay Douglas enquête sur la mort mystérieuse de son frère. Ce dernier faisait partie des commandos britanniques et avait été tué par une balle anglaise. Clay est persuadé que l'assassin se trouve parmi les survivants. Il les interroge les uns après les autres. Une idylle naît entre lui et une jeune femme, Elspeth Graham, qui lui annonce qu'elle va épouser l'un des suspects.

### Dénouement et révélations finales
Clay découvre l'identité du coupable, qui a tué son frère car ce dernier voulait tuer un gradé allemand, et ainsi mettre en jeu la sécurité de l'escouade. Les hommes ont décidé de le tuer, et ce meurtre a été couvert par le haut commandement. Clay déclare qu'à sa place, il aurait fait la même chose. Étant prêt à partir et à rentrer aux États-Unis, il est rejoint par Elspeth Graham qui déclare qu'elle l'aime. Tous deux partent ensemble en voiture.

## Fiche technique
- Titre original : Circle of Danger
- Titre français : L'enquête est close
- Titre belge : Le 13e Témoin
- Réalisation : Jacques Tourneur
- Scénario : Philip MacDonald, d'après son roman White Heather
- Décors : Duncan Sutherland
- Costumes : Phyllis Dalton
- Photographie : Oswald Morris, Gilbert Taylor
- Cadreur : Arthur Ibbetson
- Son : Alan Allen, Red Law
- Musique : Robert Farnon
- Montage : Alan Osbiston
- Production : Joan Harrison
- Société de production : Coronado Productions
- Société de distribution : RKO Radio Pictures
- Pays de production :  Royaume-Uni
- Langue originale : anglais
- Format : noir et blanc — 35 mm — 1,37:1 — son Mono
- Genre : Film policier
- Durée : 86 minutes (70 min dans une version courte après des coupures par un distributeur américain qui la trouvait trop longue[1],[2]).
- Dates de sortie :
  - Royaume-Uni : 21 mai 1951
  - France : 12 juin 1953
- Affiche : Boris Grinsson (France)

## Distribution
- Ray Milland : Clay Douglas
- Patricia Roc : Elspeth Graham
- Marius Goring : Sholto Lewis
- Hugh Sinclair : Hamish McArran
- Naunton Wayne : Reggie Sinclair
- Edward Rigby : Idwal Llewellyn
- Marjorie Fielding : Margaret McArran
- John Bailey : Pape Llewellyn
- Colin Gordon : Colonel Fairbairn
- Dora Bryan : Bubbles Fitzgerald
- Michael Brennan : Bert Oakshott
- Reginald Beckwith : Oliver
- David Hutcheson : Tony Wrexham
- Philip Dale : Jim Stoner
- Archie Duncan : Angus
- Nora Gordon : Sheila
- George Margo : Sim

### References
1. ↑  Cinéma de rien : l'enquête est close L’ensemble est un peu longuet, ce qui est étonnant vu que j’ai pu voir seulement une version de 71 min (le film a été à l’époque coupé d’une dizaine minutes par le distributeur américain).
2. ↑  Télépoche, l'enquête est close durée 70 min